# Pardosa amamiensis
Pardosa amamiensis este o specie de păianjeni din genul Pardosa, familia Lycosidae. A fost descrisă pentru prima dată de Nakatsudi, 1943. Conform Catalogue of Life specia Pardosa amamiensis nu are subspecii cunoscute.